# Dolly Haas
Dorothy Clara Louise Haas (29 de abril de 1910 - 16 de setembro de 1994) foi uma atriz e cantora germano-americana que trabalhou em filmes alemães e americanos e frequentemente aparecia nas peças da Broadway. Seu marido era o caricaturista Al Hirschfeld.

## Vida e trabalho
Haas nasceu em Hamburgo, na Alemanha, para Charles Oswald Haas, um livreiro de origem britânica e Margarete Maria (nascida Hansen). Haas foi uma atriz realizada no cinema alemão antes de se mudar para os Estados Unidos.
Charles Haas era meio alemão, mas cresceu na Inglaterra, com cidadania britânica. Dolly e sua irmã, Margarete, frequentaram a prestigiosa escola de meninas de Jacob Loewenberg, Lyzeum, em Hamburgo, a Anerkannte höhere Mädchenschule. [carece de fontes?]
Seu primeiro casamento foi com o diretor de cinema nascido na Alemanha, John Brahm, que em determinado momento era diretor residente de trupes de atores como o Deutsches Theater e o Lessing Theatre, ambos em Berlim . Haas, cidadão norte-americano naturalizado, casou-se com seu segundo marido, o famoso retratista judeu do New York Times, Al Hirschfeld, em Baltimore, Maryland, em 1943. Eles tiveram uma filha, Nina, nascida em 1945.
Dolly Haas teve sua estréia como atriz profissional em 1927. Ela então trabalhou na Grosses Schauspielhaus de Berlim, antes de embarcar em uma carreira cinematográfica que a trouxe para a Inglaterra e para Hollywood. Ela também se apresentou na Broadway. Haas teve uma curta mas bem sucedida carreira nos Estados Unidos, aparecendo ao lado de personalidades como John Gielgud e Lillian Gish no revival de Crime and Punishment em 1947. Ela fez sua estréia em Nova York em 1941 na produção de Erwin Piscator de "The Circle of Chalk".
Ela seguiu Mary Martin no papel principal em Lute Song em 1946 para a produção da turnê. Sua co-estrela, Yul Brynner, disse que o elenco de Haas melhorou substancialmente o show, afirmando que, "Dolly Haas entendeu o papel. Ela tinha uma afinidade com isso e a peça melhorou imediatamente. Não foi de modo algum que Dolly fosse uma atriz melhor. Ela era apenas melhor para o papel do que Maria ".
Mary Martin concordou com a avaliação de Brynner e ajudou Haas a se preparar para o papel em um espaço de tempo muito curto para o ensaio. Ela se apresentou em produções off-Broadway de The Threepenny Opera e Brecht em Brecht.
Embora Haas não aparecesse em muitos filmes em inglês, ela teve um papel importante no filme de 1953 de Alfred Hitchcock, I Confess. Haas era amigo pessoal de Hitchcock, e Hitchcock a escolheu como Alma Keller, a esposa do assassino - zelador Otto Keller. Este filme de alto nível também foi estrelado por Montgomery Clift, Anne Baxter, Karl Malden e Brian Aherne.[carece de fontes?]

## Morte
Haas morreu em 16 de setembro de 1994 de câncer de ovário em Nova York, aos 84 anos.

## Filmografia
- Dolly Gets Ahead (1930) - Dolly Klaren
- One Hour of Happiness (1931) - Die Puppe
- Der Ball (1931) - Antoinette Kampf
- The Virtuous Sinner (1931) - Hedwig Pichlers-Tochter
- Liebeskommando (1931) - Antonia
- You Don't Forget Such a Girl (1932) - Lisa Brandes
- Things Are Getting Better Already (1932) - Edith
- A Tremendously Rich Man (1932) - Dolly
- Scampolo (1932) - Scampolo
- Großstadtnacht (1932) - Madeleine Duchanef
- Das häßliche Mädchen (1933) - Lotte
- Die kleine Schwindlerin (1933) - Annette
- Little Girl, Great Fortune (1933) - Annie Schierke
- The Page from the Dalmasse Hotel (1933) - Friedel Bornemann
- Ein Mädel mit Tempo (1934) - Susanne 'Susi' Wegener - Tochter
- Girls Will Be Boys (1934) - Pat Caverley
- Warum lügt Fräulein Käthe? (1935) - Käthe Wilkens - Fotografin
- Broken Blossoms (1936) - Lucy
- Star for a Night (1936) - Chorine (não-creditada)
- Spy of Napoleon (1936) - Eloise
- Carefree (1938) - Minor Role (não-creditada)
- The Bank Dick (1940) - Script Girl (não-creditada)
- Unfinished Business (1941) - Woman (não-creditada)
- I Married an Angel (1942) - Infanta (não-creditada)
- Du Barry Was a Lady (1943) - Miss April (não-creditada)
- The Merry Widow (1952) - First Little Girl (não-creditada)
- I Confess (1953) - Alma Keller
- Main Street to Broadway (1953) - Herself (não-creditada)
- Armstrong Circle Theatre (1954, seriado de televisão) - Sister Madeline
- Studio One (1950-1956, seriado de televisão) - Mrs. Kneiper (aparição final)